# ヨハン・エン
ヨハン・エン（スウェーデン語: Johan Ehn、1975年7月2日 - ）は、オーランド諸島の政治家、オーランドの穏健派党首。